# Принц Враня
Стефан Здравкович, (серб. Стефан Здравковић) также известный как Принц Враня (род. 29 сентября 1993, Вране) — сербский певец. Представитель Сербии на «Евровидение-2025».

## Ранняя жизнь
Стефан родился во Вране, а с 2002 года он живет в Белграде. Он был чемпионом и вице-чемпионом Сербии по карате, выступав за национальную сборную. В старших классах, в возрасте 15 лет, он начал заниматься музыкой, создав вместе с друзьями музыкальную группу.

## Карьера
Здравкович поет, играет на гитаре и барабанах.
В 2020 году он получил главную роль в рок-опере «Иисус Христос — суперзвезда» Эндрю Ллойда Уэббера и Тима Райса, организованной Культурным центром Студенческого города Белграда.
Он принимал участие во многих фестивалях, таких как «Славянский базар в Беларуси». Он является победителем Международного музыкального конкурса «Речные ноты» в Болгарии, а также победил на одном из крупнейших музыкальных фестивалей на Мальте. Помимо вышеперечисленного, он также принимал участие в фестивалях в Казахстане, Литве, Италии и Испании.
В 2021 году на международном вокальном конкурсе «Голос» в Болгарии из 4000 претендентов он вошел в число 12 лучших, то есть в полуфинале.
14 января 2022 года было объявлено, что Принц был одним из тридцати шести участников, отобранных для сербский национальный финал. Однако 19 января 2022 года он объявил о своем отказе от участия в конкурсе из-за конфликтов с автором песни.
В следующем году, в 2023 году, было объявлено, что Принц примет участие в сербском национальном финале с песней «Цвет с востока», написанной Душаном Бачичем и аранжированной Деяном Николичем. Опубликованные результаты голосования показали, что Принц набрал наибольшее количество голосов зрителей как в первом полуфинале, так и в финале, но в финальном общем зачете с голосами жюри он занял второе место, сразу после Люка Блэка.
В декабре 2024 года Принц был объявлен участником сербского национального финала с песней «Mila». Пройдя во второй полуфинал, выиграл конкурс 28 февраля 2025 года.

## Личная жизнь
По специальности он филолог, окончил кафедру скандинавских языков, литературы и культуры, норвежского языка филологического факультета Белградского университета.